# Конституция на Жечпосполита
Конституция от 3 май (на полски: Konstytucja 3 maja, официално название на полски: Ustawa Rządowa z dnia 3 maja) е юридически документ, определящ държавното устройство на Жечпосполита на двата народа. Приета е на 3 май 1791 г.

## Исторически контекст
В края на XVIII в. Полша преживява тежка политическа криза. През 1767 г. Сеймът е принуден под натиска на Руската империя да утвърди „вечни и неизменни“ принципи за устройството на Жечпостполита, гарантирани лично от Екатерина Велика. Те се основават върху правото на liberum veto, изключителните привилегии на шляхтата и абсолютната власт на земевладелците над селяните. Чрез тях се възпрепятстват необходимите реформи, които да осигурят ефективно функциониране на държавните институции. През 1772 г. е осъществена първата подялба на Полша. Страната губи 30% от своята територия и 35% от населението си в полза на съседните държави – Прусия, Австро-Унгария и Руската империя.
Във връзка с външната заплаха за суверенитета на държавата и царящата в политическия живот на Жечпосполита анархия последният полски крал, Станислав Август Понятовски, предприема мерки за провеждане на сериозни реформи. Важен елемент от неговата политика е създаването на Комисия за националното образование през 1773 г. Тя осигурява разкриването на нови училища в малките населени места, отпечатването на унифицирани учебници, подготовката на учители, а също така подпомага материално най-бедните ученици. Започват действия за създаване на модерна професионална армия. Разкрива се министерство на полицията с цел борба с корупцията. В периода 1788–1792 г. заседава Четиригодишният сейм, който създава благоприятни условия за работа над новия държавен закон. През есента на 1790 г. сеймът удължава своя мандат. Осъществена е важна реформа в регионалните сеймове, като броят на заседаващите в тях бива ограничен, а безимотната шляхта е лишена от право на глас.

## Изготвяне и приемане на конституцията
Работата по изготвяне на конституцията започва през септември 1789 г. Председател на комисията е епископ Адам Станислав Крашински, но нейният фактически ръководител е литовският маршал Игнаци Потоцки. Активни роля в подготовката на документа изиграват Станислав Август Понятовски, Станислав Малаховски и Хуго Колонтай.
Въпреки че влиянието на краля и неговия кръг нараства, авторите на конституцията се опасяват от сериозни възражения срещу нея. Затова е взето решение тя да бъде гласувана непосредствено след великденските празници, когато голяма част от заседаващите в сейма още не са се върнали във Варшава. Тъй като в полския сейм не се прилага принципът за кворум, е осигурен превесът на поддръжници на конституцията по време на заседанието. Достъпът до Кралския замък е ограничен от войски под предводителството на Юзеф Понятовски. Конституцията е гласувана в цялост, без дискусия върху отделните ѝ части, и е приета още същия ден.